# Fiche de données de sécurité
 (novembre 2013).
Si vous disposez d'ouvrages ou d'articles de référence ou si vous connaissez des sites web de qualité traitant du thème abordé ici, merci de compléter l'article en donnant les références utiles à sa vérifiabilité et en les liant à la section « Notes et références ».
Pour les articles homonymes, voir FDS.
La fiche de données de sécurité ou FDS (en anglais : safety data sheet ou SDS) est un formulaire contenant des données relatives aux propriétés d'une substance chimique concernant les risques et dangers (et les moyens de les réduire). Le format utilisé en Amérique du Nord est appelé MSDS (pour material safety data sheet).
On doit pouvoir les trouver partout où une substance dangereuse (pour l'homme ou l'environnement) est utilisée. 
En Europe, ces fiches doivent notamment être distribuées par le fabricant ou le distributeur du produit au client et dans la langue de ce dernier.

## Enjeux
Ces fiches sont un élément important de la santé et sécurité au travail. Elles sont utiles sur le lieu de travail (dont pour le médecin du travail),  pour les utilisateurs des produits et pour ceux qui traitent leurs restes, résidus, ou des déchets souillés par ces produits toxiques et/ou dangereux. Elles sont aussi utiles en amont pour ceux qui travaillent à l'ergonomie des postes de travail ou à la conception des process, et en aval pour les soignants et le personnel des urgences médicales (dont les centres anti-poison) 
Ces fiches sont aussi très utilisées pour cataloguer l'information sur les produits chimiques.

## Contenu et plan
Au niveau mondial, la norme internationale ISO 11014 donne le contenu et le plan type des fiches de données de sécurité. Seize sections constituent le plan :
1. Identification du produit chimique et de l'entreprise
2. Identification des dangers
3. Composition / informations sur les composants
4. Premiers secours
5. Mesures de lutte contre l'incendie
6. Mesures à prendre en cas de dispersion accidentelle
7. Manipulation et stockage
8. Contrôles de l'exposition et protection individuelle
9. Propriétés physiques et chimiques
10. Stabilité et réactivité
11. Informations toxicologiques
12. Informations écologiques
13. Considérations relatives à l'élimination
14. Informations sur le transport
15. Informations réglementaires
16. Autres informations

### En Europe
L'obligation et le contenu des FDS sont régis par le règlement européen REACh (no 1907/2006), article 31 et ANNEXE II (p. 124). Les FDS européennes s'inspirent fortement de la norme internationale citée ci-dessus. 
Elles sont donc composées de 16 points réglementaires et obligatoires, à savoir :
1. Identification de la substance/du mélange et de la société/l’entreprise :
  1. Identificateur de produit
    1. Nom de la substance
    2. Numéro CE
    3. Numéro d’enregistrement REACH
    4. Numéro CAS

  2. Utilisations identifiées pertinentes de la substance ou du mélange et utilisations déconseillées
  3. Renseignements concernant le fournisseur de la fiche de données de sécurité
  4. Numéro de téléphone d'appel d'urgence
2. Identification des dangers : description des principaux effets néfastes physico-chimiques pour la santé humaine et pour l'environnement et les symptômes liés à l'utilisation et aux mauvais usages raisonnablement prévisibles de la substance ou du mélange
  1. Classification de la substance ou du mélange
    1. Classification conformément au règlement (CE) n° 1272/2008 (CLP)

  2. Informations complémentaires
3. Composition/information sur les composants :
  1. Composition générale
  2. Informations sur les produits qui composent la substance et qui sont dangereux
  3. Informations sur les produits qui composent la substance et qui ne sont pas dangereux
  4. Classification des produits susmentionnés
  5. Numéros d'enregistrement (REACH, CAS, EINECS, ELINCS, etc.) et le nom IUPAC
  6. Nature des composés qui doivent rester confidentiels
4. Premiers secours : une sous-rubrique est faite par voie de pénétration
  1. Description des premiers secours
  2. Principaux symptômes et effets, aigus et différés
  3. Indication des éventuels soins médicaux immédiats et traitements particuliers nécessaires
5. Mesures de lutte contre l'incendie : indique les règles de lutte contre un incendie déclenché par la substance/préparation ou survenant à la proximité de celle-ci
  1. Moyens d’extinction
  2. Dangers particuliers résultant de la substance ou du mélange, produits de combustion dangereux
  3. Conseils aux pompiers
6. Mesures à prendre en cas de dispersions accidentelles :
  1. Précautions individuelles, équipement de protection et mesures d'urgence
  2. Précautions pour la protection de l'environnement
  3. Méthodes et matériaux pour le confinement et le nettoyage
  4. Référence à d'autres rubriques
7. Manipulation et stockage :
  1. Manipulation : indique les précautions à prendre pour garantir la sécurité de la manipulation, notamment les mesures d'ordre technique ;
  2. Stockage : précise les conditions nécessaires pour garantir la sécurité du stockage y compris d’éventuelles incompatibilités ;
  3. Utilisation(s) finale(s) particulière(s)
8. Contrôle de l’exposition/protection Individuelle :
  1. Paramètres de contrôle
    1. Valeurs limites d'expositions

  2. Contrôle de l'exposition :
    1. Contrôles techniques appropriés
    2. EPI conseillés
    3. Contrôles d’exposition liés à la protection de l’environnement
9. Propriétés physiques et chimiques : aspect, état physique (pour les matériaux granulaires : granulométrie et surface spécifique), couleur, odeur, seuil olfactif, pH, point de fusion/point de congélation, point initiale et intervalle d’ébullition, point d'éclair, taux d’évaporation, inflammabilité, limites supérieures/inférieures d’inflammabilité ou d'explosivité, pression de vapeur, densité de vapeur, densité relative, solubilité(s), coefficient de partage n-octanol/eau, température d’auto-inflammabilité, température de décomposition, viscosité, propriétés explosives et propriétés comburantes.
10. Stabilité et réactivité :
  1. Réactivité
  2. Stabilité chimique
  3. Possibilité de réactions dangereuses
  4. Conditions à éviter
  5. Matières à éviter
  6. Produits de décomposition dangereux
11. Informations toxicologiques : cette rubrique répond à la nécessité d'une description concise et néanmoins complète et compréhensible des divers effets toxiques (pour la santé) pouvant être observés lorsque l'utilisateur entre en contact avec la substance ou préparation
  1. Informations sur les effets toxicologiques
  2. Toxicité aiguë
  3. Corrosion/irritation de la peau
  4. Lésions oculaires graves/irritation oculaire
  5. Sensibilisation respiratoire ou cutanée
  6. Mutagénicité sur les cellules germinales
  7. Cancérogénicité
  8. Toxicité pour la reproduction
  9. Résumé de l'évaluation des propriétés CMR
  10. Toxicité spécifique pour certains organes cibles : exposition unique
  11. Toxicité spécifique pour certains organes cibles : exposition répétée
  12. Danger par aspiration
12. Informations écologiques : indique les effets, le comportement et le devenir écologique éventuels de la substance ou préparation dans l'air, l'eau et/ou le sol :
  1. Ecotoxicité
  2. Mobilité
  3. Persistance et dégradabilité
  4. Potentiel de bioaccumulation
  5. Mobilité dans le sol
  6. Résultat de l'évaluation des substances préoccupantes : PBT et vPvB
  7. Autres effets nocifs
  8. Informations supplémentaires
13. Considérations relatives à l’élimination : si l'élimination de la substance ou du mélange présente un danger, il convient de fournir une description de ces résidus ainsi que des informations sur la façon de les manipuler sans danger
  1. Méthodes de traitement des déchets
    1. Élimination du produit/de l'emballage
    2. Informations pertinentes pour le traitement des déchets
    3. Informations pertinentes pour l'évacuation des eaux usées
    4. Autres recommandations d'élimination
14. Informations relatives au transport : indique toutes les précautions spéciales qu'un utilisateur doit connaître ou prendre pour le transport à l'intérieur ou à l'extérieur de ses installations
  1. Numéro ONU
  2. Nom d’expédition des Nations unies
  3. Classe(s) de danger pour le transport
  4. Groupe d'emballage
  5. Dangers pour l’environnement
  6. Précautions particulières à prendre par l’utilisateur
  7. Transport en vrac conformément à l’annexe II de la convention Marpol et au recueil IBC
15. Informations relatives à la réglementation : indique si une évaluation de la sécurité chimique a été effectuée pour la substance. Donne les informations relatives à la santé, à la sécurité et à la protection de l'environnement figurant sur l'étiquette conformément aux directives 67/548/CEE et 1999/45/CE.
  1. Réglementations/législation particulières à la substance ou au mélange en matière de sécurité, de santé et d’environnement
    1. Réglementations de l'UE
    2. Restrictions concernant les professions

  2. Évaluation de la sécurité chimique
16. Autres informations : indique tout autre renseignement que le fournisseur juge important pour la sécurité et la santé de l'utilisateur et la protection de l'environnement.
  1. Indication des modifications
  2. Abréviations et acronymes
  3. Principales références bibliographiques et sources de données
  4. Classification et procédure utilisées pour établir la classification des mélanges conformément au règlement (CE) 1272/2008 (CLP)

## Destinataires
Ce type de fiche est destiné, non pas au grand public, mais aux professionnels chargés d'utiliser le produit dans le cadre de leur travail, afin de les mettre en garde contre les risques encourus. 
Par exemple, la FDS d'une solution nettoyante n'est guère utile à une personne qui s'en sert une fois par an, mais est tout à fait utile à une personne qui s'en sert toute l'année 40 heures par semaine dans un espace confiné.

## Responsabilités
Même si réglementairement le fournisseur doit donner systématiquement la FDS lorsqu'il vend un produit, il faut, la plupart du temps, que ce soit le client qui la demande. Du point de vue juridique, s'il y a un problème quelconque avec un produit et que l'utilisateur n'a pas la FDS, les deux sont responsables[réf. souhaitée]. L'un parce qu'il ne l'a pas donnée, l'autre parce qu'il ne l'a pas réclamée.
Il est important de mettre à jour les fiches de données de sécurité (dernière version). 
Une FDS devrait être gardée au moins 10 ans car une maladie professionnelle met, en moyenne, une dizaine d'années à se déclarer. 
Il est important d'avoir la FDS du produit incriminé au moment où la personne malade est arrivée dans l'entreprise.

## Fiches de données de sécurité étendues
La Fiche de données de sécurité étendues aussi appelées FDS-e (ou e-SDS en anglais) complète la Fiche de Données de Sécurité en ceci qu'elle résume les informations-clé du CSR (rapport de sécurité chimique) qu'une autre organisation a mené en amont lors de l'enregistrement REACH de la substance.
La FDS-e a plus de sous-sections que la FDS classique et contient en annexe les Scénarios d'Exposition de la substance, qui détaillent les usages couverts par le dossier d'enregistrement.

## Critiques, pistes d’amélioration
Les fiches donnent une information minimale et parfois incomplète (pour les aspects toxicologiques en particulier) : c'est en partie en raison de lacunes scientifiques. À titre d'exemple, alors que de nombreux indices laissent penser que des perturbateurs endocriniens sont largement dispersés dans l'environnement, le risque reprotoxique n’a pas été testé pour plus 95 % des substances utilisées en 2008. Et le règlement européen REACH n’oblige à tester une substance, que si elle est produite ou importée en Europe à plus d'une tonne par an. 
Par exemple, en France, une étude des étiquettes de bidons et des taux de substances dangereuses des produits contenus a conclu qu’alors que 116 FDS indiquaient la présence de substances toxiques pour la reproduction, seuls 29 produits étaient étiquetés reprotoxiques. 15 entreprises ont déclaré ne pas savoir qu’elles utilisaient de tels produits. Les données toxicologiques manquent. Elles devraient donc idéalement être rédigées par des experts, et faire l’objet de mises à jour au fur et à mesure de l’avancée des connaissances.